# Eberhard Schock
Eberhard Schock (* 16. Januar 1939 in Straußfurt, Thüringen) ist ein deutscher Hochschullehrer für Mathematik.
Ein Studium in Bonn und Hamburg schloss er 1963 mit dem Diplom ab. Im Jahr 1966 folgte die Promotion an der Universität Bonn mit der Schrift Über einige lineare Räume von nicht linearen Abbildungen, 1970 die Habilitation. Er ist seit 1974 Professor an der TU Kaiserslautern und Leiter der Arbeitsgruppe Angewandte Analysis und Funktionalanalysis. Die Forschungsschwerpunkte im Bereich der Funktionalanalysis sind unter anderem Nukleare Räume und Operatorenideale.
Die Forschungsschwerpunkte im Bereich der Angewandten Analysis sind unter anderem Approximationstheorie, Diskretisierungsverfahren, inkorrekt gestellte Probleme, Integralgleichungen, Iterationsverfahren und Komplexitätstheorie von Algorithmen.
Drei seiner 16 Doktoranden sind Professoren an deutschen Universitäten (Hermann König, Kiel; Lutz Weis, Karlsruhe; Michael Wiegner, Aachen).

## Publikationen
- Approximation von Elementen eines lokalkonvexen Raumes. In: Studia Math. 41, 1971, S. 363–371.
- mit C. Fenske: Nuklearität und lokale Konvexität von Folgenräumen. In: Math. Nachr. 45, 1970, S. 327–335.
- mit C. Fenske: Nuclear Spaces of Maximal Diametral Dimension. In: Compositio Math. 26, 1973, S. 303–308.
- mit C. W. Groetsch: Asymptotic Convergence Rate of Arcangeli’s Method for Ill-posed Problems. In: Applicable Analysis. 18, 1984, S. 175–182.
- mit M. S. Ramanujan: Operator Ideals and Spaces of Bilinear Operators. In: Linear and  Multilinear Algebra. 18, 1985, S. 307–318.
- Integral Equations of the Third Kind. In: Studia Mathematica. 81, 1985, S. 1–11.
- Arbitrarily Slow Convergence, Uniform Convergence and Superconvergence of Galerkin-like Methods. In: IMA J. Numer. Analysis. 5, 1985, S. 153–160.
- Toying with Jordan Matrices. In: Integral Equations and Operator Theory. 28, 1997, S. 116–119.
- mit S. Pereverzev und S. Solodky: On the efficient discretization of integral equations of the third kind. In: Journal of Integral Equations and Applications. 11, 1999, S. 501–514.
- mit S. Pereverzev: Brakhage’s implicit iteration method and Information Complexity of equations with operators having closed range. In: Journal of Complexity. 15, 1999, S. 385–401.
- mit S. Pereverzev: Error estimates for band-limited spherical regularization wavelets in some inverse problems of satellite geodesy. In: Inverse Problems. 15, No 4, 1999, S. 881–890.
- Nonlinear Ill-Posed Problems: Three Counterexamples. In: Inverse Problems. 18, 2002, S. 715–717.
- mit M. T. Nair und U. Tautenhahn: Morozov's Discrepancy Principle under General Source Conditions. In: Zeitschrift für Analysis und Anwendungen. 22, 2003, S. 199–214.
- mit C. Müller: Ill-Posed Problems, C0-Semigroups and the Showalter Regularization. In: J. Math. Analysis Appl. 299, No. 1, 2004, S. 205–220.
- mit S. Pereverzev: On the adaptive selection of the parameter in the regularization of ill-posed problems. In: SIAM J. Numerical Analysis. 43, 2005, S. 2060–2076.